# 仮面ライダーGIRLS
仮面ライダーGIRLS（かめんライダーガールズ、KAMEN RIDER GIRLS）は、日本のガールズダンスユニット。

## 概要
仮面ライダーシリーズ40周年を記念して結成されたシリーズ初の女の子ライダーユニット。
主な活動としては、仮面ライダーを題材にした映画の主題歌や劇中歌、ゲームのテーマソングなど楽曲の歌唱、超英雄祭など東映特撮関連イベントへの出演がある。
東映の動画配信サービス「東映特撮ファンクラブ」の大使も務めている。
ワンマンライブや兄貴分ユニットRIDER CHIPSとのツーマンライブなども積極的に開催しており、彼女たちのライブには仮面ライダーが出演することもある。
結成から2015年までは各メンバーに担当の仮面ライダーを設定し変身ベルトを衣装の上から着用していたが、のちに担当ライダー制は廃止となった（後述）。
結成当初アイドルユニットとしてスタートしているが、後にハードロック路線へ音楽性を再設定している。

## 来歴
2010年
- 10月、東映、日本コロムビア、エイベックス・エンタテインメントによる3社合同イベント『スーパーヒーローミュージックスタジオ VOL.0』の出演者として、「仮面ライダーガールズ」の名を発表。
- 11月、オーディションにより名倉・吉住・廣川・井坂・安田の5人が選ばれる。同月29日に『スーパーヒーローミュージックスタジオ VOL.0』でデビューした。

2011年
- 4月、ファーストシングル『Let's Go RiderKick 2011』をリリース。
- 11月、オーディションにより遠藤が加入する。
- 12月、廣川が病気療養に入り、以降は名倉・吉住・井坂・安田・遠藤の5人で活動した。

2012年
- 9月、『仮面ライダーウィザード公開記者発表イベント〜仮面ライダーウィザード G＆Cミュージックマジック〜』より秋田が加入し、名倉・吉住・井坂・安田・遠藤・秋田の6人で活動することを発表した。なお、廣川については、公式サイトおよび公式ブログからプロフィールが外されたが、脱退は発表されていない（2014年10月時点）。
- 10月、メンバーが週替わりでアシスタントを務めるラジオ番組『東映公認 鈴村健一・神谷浩史の仮面ラジレンジャー』が放送を開始。

2013年
- 7月、SHOCKER GIRLS（ショッカーガールズ）名義でシングル『SSS〜Shock Shocker Shockest〜』をリリース。
- 10月より鷲見が加入。2ndワンマンライブでお披露目された。

2015年
- 1月、名倉の卒業予定を発表し、同年4月26日に卒業した。
- 5月、ディレクターの河野裕介がavexを退社し、ユニットのプロデュースから外れる。
- 9月、安田の卒業予定を発表。
- 11月、黒田の加入が公式サイトで発表され、『超GIRLS祭！！ ～11月の巻～』で紹介された。同月末に吉住の卒業予定を発表。

2016年
- 1月、『超GIRLS祭！！ ～お待たせしました。私達、仮面ライダーGIRLSと申します。～in HARAJYUKU』にて、安田と吉住が卒業。また黒田の加入をもって、それまで個々につけられていた担当ライダーを外し、衣装からも担当ライダーの変身ベルトを排除したことを発表した。これを機にライダーだけではなく、全特撮を応援する意気込みも表している。

2017年
- 3月、遠藤が卒業し、井坂・秋田・鷲見・黒田の4人体制となる。
- 4月、地上波では初の冠ラジオ番組となる『レッツゴー!仮面ライダーGIRLS』放送開始。
- 5月3日、4人体制初のワンマンライブとなる『7thワンマンライブ～GAME START～』第二部にて遠藤が一夜限りの復帰を果たし、完全卒業となる卒業式を行った。

2018年
- 3月22日、ファンクラブ「ハートの秘密基地」をプレオープン、同年4月1日に正式オープンした。
- 12月31日、FCサイトにて、翌年3月末での黒田の卒業が発表された。

2019年
- 4月、黒田が卒業し井坂・秋田・鷲見の3人体制となる。

2020年
- 8月、ユニットを沢山の人に知ってもらうため、2020年8月にYouTubeチャンネル「 君に笑顔を届けます！君にスマイル！キミスマ☆彡 」を開設。

## メンバー
| 名前                                  | 生年月日              | 加入時期   | 出身地   | 所属事務所      | 愛称                 | 備考                                               |
| ------------------------------------- | --------------------- | ---------- | -------- | --------------- | -------------------- | -------------------------------------------------- |
| 井坂 仁美 （いさか ひとみ）           | 1992年2月27日（33歳） | 2010年11月 | 神奈川県 | グランディア    | ひーちゃん           | リーダー 元仮面ライダーオーズ担当 元アダルトチーム |
| 秋田 知里 （あきた ちさと）           | 1994年1月31日（31歳） | 2012年9月  | 東京都   | MITギャザリング | ちーちゃん・チサート | 元仮面ライダーウィザード担当 元ヤングチーム        |
| 鷲見 友美ジェナ （すみ ともみジェナ） | 1994年9月5日（30歳）  | 2013年10月 | 京都府   |                 | ジェナ               | 元仮面ライダー鎧武/ガイム担当 元アダルトチーム     |

### 過去に在籍した人物
| 名前                            | 生年月日               | 加入時期   | 脱退時期           | 出身地         | 愛称                       | 備考                                                           |
| ------------------------------- | ---------------------- | ---------- | ------------------ | -------------- | -------------------------- | -------------------------------------------------------------- |
| 廣川 由里香 （ひろかわ ゆりか） | 1990年1月22日（35歳）  | 2010年11月 | 2011年12月（休養） | 広島県         | お嬢                       | 元仮面ライダー龍騎担当                                         |
| 名倉 かおり （なぐら かおり）   | 1990年12月17日（34歳） | 2010年11月 | 2015年4月（卒業）  | 愛知県名古屋市 | じゅんちゃん 姉さん ぐら子 | 元仮面ライダーキバ担当 元アダルトチーム Chewing High!!メンバー |
| 安田 奈央 （やすだ なお）       | 1990年4月26日（35歳）  | 2010年11月 | 2016年1月（卒業）  | 岡山県         | なっちゃん ぽよ師匠        | 元仮面ライダーブレイド担当 元ヤングチーム                      |
| 吉住 絵里加 （よしずみ えりか） | 1992年2月5日（33歳）   | 2010年11月 | 2016年1月（卒業）  | 滋賀県         | えりか ズミ                | 元仮面ライダー電王担当 元アダルトチーム                        |
| 遠藤 三貴 （えんどう みつき）   | 1992年11月21日（32歳） | 2011年11月 | 2017年3月（卒業）  | 大分県大分市   | みっちゃん                 | 元仮面ライダーフォーゼ担当 元ヤングチーム                      |
| 黒田 絢子 （くろだ あやこ）     | 1991年11月7日（33歳）  | 2015年11月 | 2019年3月（卒業）  | 兵庫県伊丹市   | アヤちゃん あや            | 元Love La Dollメンバー 元Stella☆Beatsメンバー                  |

### メンバーカラー
基本的に各自担当する仮面ライダーのカラーとなっており、メインカラーと差し色の2色が設定されていた（井坂のみ3色）。担当ライダー制の廃止以降はメインカラーのみとなっている。
| 変更時期             | 井坂 | 井坂 | 井坂 | 名倉 | 名倉 | 廣川 | 廣川 | 安田 | 安田 | 吉住 | 吉住 | 遠藤 | 遠藤 | 秋田 | 秋田 | 鷲見 | 鷲見 | 黒田 |
| -------------------- | ---- | ---- | ---- | ---- | ---- | ---- | ---- | ---- | ---- | ---- | ---- | ---- | ---- | ---- | ---- | ---- | ---- | ---- |
| 結成当初             | 緑   | 黄   | 赤   | 黄   | 赤   | 赤   | 銀   | 青   | 銀   | 赤   | 白   |      |      |      |      |      |      |      |
| 遠藤加入後           | 緑   | 黄   | 赤   | 黄   | 赤   | 赤   | 銀   | 青   | 銀   | 赤   | 白   | 橙   | 白   |      |      |      |      |      |
| 廣川休養・秋田加入後 | 緑   | 黄   | 赤   | 黄   | 赤   |      |      | 青   | 銀   | 赤   | 白   | 橙   | 白   | 赤   | 銀   |      |      |      |
| 鷲見加入後           | 緑   | 黄   | 赤   | 黄   | 赤   | 青   | 橙   | 青   | 銀   | 赤   | 白   | 橙   | 白   | 赤   | 銀   |      |      |      |
| 黒田加入後           | 緑   | 緑   | 緑   |      |      | 青   | 橙   | 青   | 銀   | 赤   | 白   | 橙   | 白   | 赤   | 銀   | 黒   |      |      |
| 安田・吉住卒業後     | 緑   | 緑   | 緑   |      |      |      |      | 橙   | 橙   | 赤   | 赤   | 青   | 青   | 紫   |      |      |      |      |

### ベルト
初期メンバーから遠藤・秋田・鷲見までの追加メンバーはそれぞれシリーズに登場するいずれかの仮面ライダーを割り当てられており、各自割り当てられた仮面ライダーをモチーフとした衣装と変身ベルトを着用していた。
2015年11月の黒田の加入以降ベルトを外している。これは従来のような担当の仮面ライダーだけでなく、「東映特撮全体を応援する」という意気込みであると4thワンマンライブの際に表明している。いろいろな権利のからむベルトを外すことで、活動の場が制限されるのを回避しいろいろなメディアやイベントに進出するためという狙いもある。

## ディスコグラフィ
『咲いて』以降の作品に廣川は参加していない。

### シングル
|      | 発売日         | タイトル                    | 規格品番                          | 備考                             |
| ---- | -------------- | --------------------------- | --------------------------------- | -------------------------------- |
| 1st  | 2011年4月20日  | Let's Go RiderKick 2011     | AVCA-29975 [CDシングル+DVD]       |                                  |
| 1st  | 2011年4月20日  | Let's Go RiderKick 2011     | AVCA-29976 [CDシングル]           |                                  |
| 2nd  | 2011年8月3日   | KAMEN RIDER V3              | AVCA-49034 CDシングル+DVD]        |                                  |
| 2nd  | 2011年8月3日   | KAMEN RIDER V3              | AVCA-49035 [CDシングル]           |                                  |
| 3rd  | 2012年3月14日  | 咲いて                      | AVCA-49536 [CDシングル+DVD]       |                                  |
| 3rd  | 2012年3月14日  | 咲いて                      | AVCA-49537 [CDシングル]           |                                  |
| 4th  | 2012年11月21日 | Last Engage                 | AVCA-49967 [CDシングル+DVD]       |                                  |
| 4th  | 2012年11月21日 | Last Engage                 | AVCA-49968 [CDシングル]           |                                  |
| 5th  | 2013年2月27日  | Just the Beginning          | AVCA-62208 [CDシングル+DVD]       |                                  |
| 5th  | 2013年2月27日  | Just the Beginning          | AVCA-62209 [CDシングル]           |                                  |
| 6th  | 2013年5月22日  | Go get‘em                   | AVCA-62460 [CD+DVD]               |                                  |
| 6th  | 2013年5月22日  | Go get‘em                   | AVCA-62461 [CDシングル]           |                                  |
| 7th  | 2013年12月25日 | E-X-A (Exciting × Attitude) | AVCA-74046 [CDシングル+DVD]       | [ 注釈 3 ]                       |
| 7th  | 2013年12月25日 | E-X-A (Exciting × Attitude) | AVCA-74047 [CDシングル]           | [ 注釈 3 ]                       |
| 8th  | 2014年6月25日  | Break the shell             | AVCD-48972/B＜TYPE A＞ [CD+DVD]   | [ 注釈 4 ]                       |
| 8th  | 2014年6月25日  | Break the shell             | AVCD-48973＜TYPE B＞ [CDシングル] | [ 注釈 4 ]                       |
| 8th  | 2014年6月25日  | Break the shell             | AVCD-48974＜TYPE C＞ [CDシングル] | [ 注釈 4 ]                       |
| 9th  | 2016年1月13日  | Next Stage                  | AVCD-83441/B [CD+DVD]             |                                  |
| 9th  | 2016年1月13日  | Next Stage                  | AVCD-83442 [CDシングル]           |                                  |
| 10th | 2016年8月17日  | Rush N' Crash/Movin' on     | AVCD-83673/B [CD+DVD]             | CDのみ版はピクチャーレーベル仕様 |
| 10th | 2016年8月17日  | Rush N' Crash/Movin' on     | AVCD-83674 [CDシングル]           | CDのみ版はピクチャーレーベル仕様 |

SHOCKER GIRLS

### 参加作品
| 発売日         | 商品名 | 歌                                                                 | 楽曲                                                               | 備考                             |
| -------------- | --- | ------------------------------------------------------------------ | ------------------------------------------------------------------ | -------------------------------- |
| 2011年7月27日  | 仮面ライダーオーズ Full Combo Collection                                                                     | 火野映司（渡部秀）                                                 | 「Shout out」                                                      | 名倉がコーラスを担当             |
| 2012年3月7日   | Shooting Star                                                                                                | everset                                                            | 「O.K Alright feat. KAMEN RIDER GIRLS」                            | [ 65 ]                           |
| 2012年3月21日  | レッツゴー！仮面ライダーGIRLS 総集編                                                                         | 仮面ライダーGIRLS                                                  | 「Journey through the Decade KAMEN RIDER GIRLS ver.」              | 初回生産限定封入特典CD収録       |
| 2012年4月25日  | 情熱 〜We are Brothers〜                                                                                     | Hero Music All Stars                                               | 「情熱 〜We are Brothers〜」                                       | [ 66 ]                           |
| 2013年4月24日  | 蒸着 〜We are Brothers〜                                                                                     | Hero Music All Stars Z                                             | 「蒸着 〜We are Brothers〜」                                       | [ 67 ]                           |
| 2013年11月20日 | 緊急発信！ラジレンジャー                                                                                     | 特撮戦隊 ラジレンジャーRX featuring 水木一郎                       | 「緊急発信！ラジレンジャー」                                       | [ 68 ]                           |
| 2013年11月20日 | 緊急発信！ラジレンジャー                                                                                     | 鈴村健一、神谷浩史                                                 | 「ELEMENTS ラジレンジャーEDIT.」                                   | コーラスを担当                   |
| 2016年10月12日 | ザ・ラジレンジャーズ                                                                                         | ラジレンジャーレッド（鈴村健一）・ラジレンジャーブルー（神谷浩史） | 「Shake Hands」                                                    | コーラスを担当                   |
| 2016年         | | ToR+ feat. KAMEN RIDER GIRLS                                       | 「Just You & Me」                                                  |                                  |
| 2017年3月15日  | 仮面ライダー平成ジェネレーションズ Dr.パックマン対エグゼイド&ゴーストwithレジェンドライダー サウンドトラック | RIDER CHIPS & 仮面ライダーGIRLS                                    | 「B.A.T.T.L.E G.A.M.E」                                            |                                  |
| 2017年3月29日  | 仮面ライダー生誕45周年記念 昭和ライダー&平成ライダーTV主題歌コンプリートベストCD 3枚組                       | RIDER CHIPS & 仮面ライダーGIRLS                                    | 「HERO」                                                           | 仮面ライダー生誕45周年記念ソング |
| 2017年8月16日  | 仮面ライダーエグゼイドTV主題歌＆挿入歌 ベストソングコレクション                                              | 仮面ライダーGIRLS                                                  | 「Let's Try Together」                                             |                                  |
| 2017年10月17日 | 「MASKED RIDER EX-AID」主題歌                                                                                | Slot Machine featuring KAMEN RIDER GIRLS                           | 「EX-AID」                                                         |                                  |
| 2018年1月24日  | Be The One                                                                                                   | PANDORA feat. KAMEN RIDER GIRLS                                    | 「proud of you」                                                   |                                  |
| 2018年5月23日  | 劇場版 仮面ライダーアマゾンズ THE MOVIE 最後ノ審判 オリジナルサウンドトラック                                | Project.R                                                          | 「EAT,KILL ALL」                                                   | コーラスを担当                   |
| 2018年9月5日   | 仮面ライダービルド TV主題歌&挿入歌 ベストソングコレクション                                                  | 仮面ライダーGIRLS                                                  | 「Build up」                                                       |                                  |
| 2019年5月1日   | 平成仮面ライダー20作品記念ベスト                                                                             | ツクヨミ（大幡しえり） with 仮面ライダーGIRLS                      | 「月の満ちる時」                                                   | 秋田が作詞を担当                 |
| 2019年5月1日   | 平成仮面ライダー20作品記念ベスト                                                                             | 仮面ライダーGIRLS                                                  | 「Journey through the Decade (平成ベスト 仮面ライダーGIRLS ver.)」 |                                  |
| 2019年5月1日   | 平成仮面ライダー20作品記念ベスト                                                                             | 仮面ライダーGIRLS                                                  | 「我ら思う、故に我ら在り (平成ベスト 仮面ライダーGIRLS ver.)」     |                                  |
| 2022年6月22日  | 仮面ライダー 50th Anniversary SONG BEST BOX                                                                  | 遠藤三貴（仮面ライダーGIRLS）                                      | 「ラッキークッキー」                                               | [ 69 ]                           |
| 2025年5月7日   | スマートパチンコ 仮面ライダー BLACK                                                                          | 仮面ライダーGIRLS                                                  | 「True Sky」                                                       |                                  |

### タイアップ
| 時期   | 楽曲                           | タイアップ |
| ------ | ------------------------------ | --- |
| 2011年 | Let's Go RiderKick 2011        | 映画『オーズ・電王・オールライダー レッツゴー仮面ライダー』主題歌                                                                              |
| 2012年 | 咲いて                         | テレビドラマ『仮面ライダーフォーゼ』挿入歌 |
| 2012年 | ラッキークッキー               | テレビドラマ『仮面ライダーフォーゼ』挿入歌 |
| 2012年 | 情熱 〜We are Brothers〜       | 映画『仮面ライダー×スーパー戦隊 スーパーヒーロー大戦』主題歌 ※Hero Music All Stars名義                                                         |
| 2012年 | Last Engage                    | テレビドラマ『仮面ライダーウィザード』挿入歌                                                                                                   |
| 2012年 | Mystic Liquid                  | テレビドラマ『仮面ライダーウィザード』挿入歌                                                                                                   |
| 2012年 | Just the Beginning             | テレビドラマ『仮面ライダーウィザード』挿入歌                                                                                                   |
| 2013年 | alteration                     | テレビドラマ『仮面ライダーウィザード』挿入歌                                                                                                   |
| 2013年 | Missing Piece                  | テレビドラマ『仮面ライダーウィザード』挿入歌                                                                                                   |
| 2013年 | 蒸着 〜We are Brothers〜       | 映画『仮面ライダー×スーパー戦隊×宇宙刑事 スーパーヒーロー大戦Z』主題歌 ※Hero Music All Stars Z名義                                             |
| 2013年 | Go get‘em                      | ゲーム『仮面ライダー バトライド・ウォー』主題歌                                                                                                |
| 2013年 | SSS ～Shock Shocker Shockest～ | 『ショッカープロジェクト』テーマソング |
| 2013年 | Rollercoaster Days             | 映画『劇場版 仮面ライダーウィザード in Magic Land』劇中歌                                                                                      |
| 2013年 | 緊急発信！ラジレンジャー       | ラジオ『東映公認 鈴村健一・神谷浩史の仮面ラジレンジャー』主題歌 ※特撮戦隊 ラジレンジャーRX featuring 水木一郎名義                              |
| 2013年 | E-X-A (Exciting × Attitude)    | テレビドラマ『仮面ライダー鎧武/ガイム』挿入歌                                                                                                  |
| 2014年 | 時の華                         | テレビドラマ『仮面ライダー鎧武/ガイム』挿入歌                                                                                                  |
| 2014年 | Mission Complete               | ゲーム『仮面ライダーバトル ガンバライジング』主題歌                                                                                            |
| 2014年 | ドラゴン・ロード2014           | 映画『平成ライダー対昭和ライダー 仮面ライダー大戦 feat.スーパー戦隊』主題歌 ※串田アキラ&KAMEN RIDER GIRLS名義                                  |
| 2014年 | Break the Shell                | ゲーム『仮面ライダー バトライド・ウォーII』主題歌                                                                                              |
| 2014年 | Believe in my flush            | パチンコ『ぱちんこ 仮面ライダーV3 GOLD Version』使用曲                                                                                         |
| 2015年 | UNLIMITED DRIVE                | テレビドラマ『仮面ライダードライブ』挿入歌 |
| 2015年 | Girls be Ambitious             | パチンコ『ぱちんこ 仮面ライダーフルスロットル』使用曲                                                                                          |
| 2016年 | Rush N' Crash                  | ゲーム『仮面ライダー バトルラッシュ』主題歌 |
| 2016年 | Just You & Me                  | テレビドラマ『仮面ライダー鎧武/ガイム』タイ版主題歌 ※ToR+ feat. KAMEN RIDER GIRLS名義                                                          |
| 2016年 | B.A.T.T.L.E G.A.M.E            | 映画『仮面ライダー平成ジェネレーションズ Dr.パックマン対エグゼイド&ゴーストwithレジェンドライダー』挿入歌 ※RIDER CHIPS & 仮面ライダーGIRLS名義 |
| 2017年 | Let's try together             | テレビドラマ『仮面ライダーエグゼイド』挿入歌                                                                                                   |
| 2017年 | Time of Victory                | テレビドラマ『仮面ライダーエグゼイド』挿入歌                                                                                                   |
| 2017年 | EX-AID                         | テレビドラマ『仮面ライダーエグゼイド』タイ版主題歌 ※Slot Machine featuring KAMEN RIDER GIRLS名義                                               |
| 2017年 | Reason for                     | ゲーム『仮面ライダー シティウォーズ』主題歌 |
| 2017年 | proud of you                   | ゲーム『仮面ライダー クライマックスファイターズ』主題歌 ※PANDORA feat. KAMEN RIDER GIRLS名義                                                   |
| 2018年 | Build up                       | テレビドラマ『仮面ライダービルド』挿入歌 |
| 2019年 | Endless Journey                | ゲーム『仮面ライダー シティウォーズ』主題歌 |
| 2024年 | ガッチャ!101ケミー             | テレビドラマ『仮面ライダーガッチャード』挿入歌                                                                                                 |
| 2024年 | We Are GIRLS!!!                | テレビドラマ『仮面ライダーガッチャード』挿入歌                                                                                                 |

## 出演

### ライブ・イベント

#### ワンマンライブ
- K.R.G.S. 1st LIVE "ROCK and KICKS 1号"（2013年6月2日）[23]
- ROCK and KICKS 2号（2013年10月20日）[72]
- ROCK and KICKS V3（2014年7月19日）[24]
- ワンマンMINI LIVE 超GIRLS祭‼︎〜お待たせしました。私達、仮面ライダーGIRLSと申します。〜東京・大阪（2015年10月21日・25日）
- ワンマンMINI LIVE 超GIRLS祭‼︎〜お待たせしました。私達、仮面ライダーGIRLSと申します。〜11月の巻〜（2015年11月3日）
- 超GIRLS祭！！ ～お待たせしました。私達、仮面ライダーGIRLSと申します。～in HARAJYUKU（2016年1月24日）[31]
- 超絶GIRLS祭 ～仮面ライダーGIRLS 5人で5周年、 5度目の宴！ 東京・大阪の陣～（2016年6月5日・19日）
- 超夏祭り～私たちビーチでヤッちゃいます!!（2016年8月10日）
- 仮面ライダーGIRLS LIVE TOUR 2016～戦う相手は己のみ～（2016年12月11日・17日・18日）
- 仮面ライダーGIRLS 7thワンマンライブ2017 ～GAME START～（2017年5月3日）[73]
- 仮面ライダーGIRLS 新宿LOFT見参！！「7周年だぞーん そだね～」(2018年4月20日）[74]
- 仮面ライダーGIRLS「7周年だぞーん そだね～」大阪・名古屋（2018年6月23日・7月7日）
- 仮面ライダーGIRLS LIVE TOUR 2019〜それしかないわけないでしょう！〜大阪・名古屋・東京（2019年2月3日・15日・3月1日）
- 仮面ライダーGIRLS「7回転んで、8回立つ！だって8周年だもの。」（2019年4月20日）
- 仮面ライダーGIRLS「030804-01」LIVE TOUR 2019 大阪・名古屋・仙台・東京（2019年10月3日・4日・18日・24日）
- KAMEN RIDER GIRLS 9th Anniversary Live ＜9回裏！2OUT満塁！さよならのチャンス！＞（2020年11月13日）
- KAMEN RIDER GIRLS 10th Anniversary Live 「約束」（2021年4月20日）
- KAMEN RIDER GIRLS LIVE TOUR 2022-starting point- 大阪・名古屋・東京（2022年3月11日・13日・4月9日）
- KAMEN RIDER GIRLS 11th Anniversary Live「Re:incarnation」（2022年6月19日）
- KAMEN RIDER GIRLS 12th Anniversary Live 2023 [Ignition] 東京・名古屋（2023年8月4・6日）

#### ゲスト出演
- スーパーヒーローミュージックスタジオ VOL.0（2010年11月29日） - お披露目イベント[75]
- テレビキャラクター夢ドーム2011（2011年1月9日）[76]
- スーパーヒーローミュージックスタジオ VOL.1（2011年2月23日）[77]
- スーパーヒーローミュージックスタジオ VOL.2（2011年4月2日）[78]
- スーパーヒーローミュージックスタジオ VOL.3（2011年5月15日）[79]
- スーパーヒーローミュージックスタジオ VOL.4（2011年7月10日）[80]
- 仮面ライダーオーズ/OOO グリードナイト（2011年8月19日）[81]
- 仮面ライダーフォーゼ 主題歌発表記者会見（2011年9月1日） - 井坂、廣川のみ[82]
- MASSIVE ROCK FES 2011 "SUMMER SPECIAL"（2011年9月7日・8日）[83]
- スーパーヒーローミュージックスタジオ VOL.5（2011年9月23日）[84]
- ガンバライド&ダイスオーDX 仮面ライダー×スーパー戦隊クエスト「爆笑!ヒーローステージ」（2012年1月1日・2日）[85]
- 仮面ライダー生誕40周年×スーパー戦隊シリーズ35作品記念 40×35 感謝祭 Anniversary LIVE&SHOW（2012年1月10日・11日、東京国際フォーラム）[86]
- everset VS 仮面ライダーGIRLS 向かい風一本勝負!!（2012年3月16日）[87]
- everset vs 仮面ライダーGIRLS 向かい風一本勝負 東二局〜（2012年6月24日）[88]
- 仮面ライダーウィザード公開記者発表イベント〜仮面ライダーウィザード G＆Cミュージックマジック〜（2012年9月5日）[17]
- 超英雄祭 KAMENRIDER×SUPERSENTAI LIVE&SHOW 2013（2013年1月11日・12日）[89]
- 東映公認 鈴村健一・神谷浩史の仮面ラジレンジャー 公開収録夏祭り2013（2013年8月20日）[90]
- 超英雄祭 KAMENRIDER×SUPERSENTAI LIVE&SHOW 2014（2014年1月15日）[91]
- Thailand Comic Con 2014（2014年5月9日 - 11日）
- 東映公認 鈴村健一・神谷浩史の仮面ラジレンジャー ラジレンまつり2014（2014年8月5日）
- Anime Idol Asia 2014（2014年10月25日）
- 超英雄祭 KAMENRIDER×SUPERSENTAI LIVE&SHOW 2015（2015年1月17日・18日）[92]
- 東映公認 鈴村健一・神谷浩史の仮面ラジレンジャー ラジレンまつり2015（2015年8月18日）
- 超英雄祭 KAMENRIDER×SUPERSENTAI LIVE&SHOW 2016（2016年1月20日・21日）
- 東映特撮ファン感謝祭2016（2016年10月30日）[93]
- 仮面ライダー生誕45周年×スーパー戦隊シリーズ40作品記念 45×40 感謝祭 Anniversary LIVE & SHOW（2017年1月21日・22日）
- 『凸凹凸凹presents 今どきアイドルもバンドも関係なくない？』vol.6 仮面ライダーGIRLS vs 凸凹凸凹-ルリロリ- 2MAN LIVE-（2017年2月10日）
- 2マンlive @VUENOS「仮面ライダーGIRLS 先攻？後攻？」（2017年3月20日）
- 今夜はあなたのフェスVol.2（2017年4月17日）[94]
- 武道館アイドル博2017（2017年5月6日）[95]
- FlowerNotes LIVE the Garden 006 powered by ラジオ日本（2017年7月9日）
- 【OTODAMA】ULTRA HAPPY SUMMER（2017年7月10日）
- 2マンlive @Morph-Tokyo「仮面ライダーGIRLS 先攻？後攻？」（2017年7月17日）
- 東映特撮ファン感謝祭2017（2017年10月1日）[96]
- Christmas BOX～今年は大阪で開催します～（2017年12月23日）[97]
- 超英雄祭 KAMEN RIDER × SUPER SENTAI LIVE & SHOW 2018（2018年1月24日）
- 激突！ RIDER CHIPS VS 仮面ライダーGIRLS ～兄妹バトル～（2018年3月11日）
- 劇場版『仮面ライダーアマゾンズ THE MOVIE 最後ノ審判』公開記念プレミア音楽祭 ～EAT, KILL ALL～（2018年3月25日）[98]
- 東映特撮ファン感謝祭2018（2018年10月27日） - 井坂・秋田のみ
- 激突！ RIDER CHIPS VS 仮面ライダーGIRLS 〜兄妹バトル Ⅱ～（2018年11月16日）[99]
- 超英雄祭 KAMEN RIDER × SUPER SENTAI LIVE & SHOW 2019（2019年1月23日）
- イナズマフードGP 2019 in 草津 produced by イナズマロックフェス2019（2019年8月10日）
- OTODAMA SEA STUDIO 2019 supported by POCARI SWEAT～SUMMER BEACH FANTASY 2019～（2019年8月19日）
- アニソン・ゲーソン&アイドルサミット電脳DIVE Vol.7」（2019年9月16日）
- 超英雄祭 KAMEN RIDER × SUPER SENTAI LIVE & SHOW 2020（2020年1月22日）
- RIDER CHIPS vs 仮面ライダーGIRLS in きゅりあん（2021年10月9日）
- 50×45 感謝祭 Anniversary LIVE & SHOW DAY2-KAMEN RIDER（2022年2月26日）
- 超英雄祭KAMEN RIDER × SUPER SENTAI LIVE & SHOW 2023（2023年2月9日）[100]

### テレビ番組

#### バラエティ
- ピンスポ!（2011年2月[101] - 3月[102]、2012年3月、東映チャンネル）
- レッツゴー!仮面ライダーGIRLS（2011年4月 - 9月、東映チャンネル）[103]
- つながるセブン（2011年8月24日[104]・12月13日[105]、J:COM）
- レッツゴー!仮面ライダーGIRLS 年末スペシャル（2011年12月、東映チャンネル）[106]
- Xperia™ presents『吉田尚記XYZ 大忘年会スペシャル』 #39（2013年12月27日、ニコ生） - 吉住、安田、井坂、名倉、遠藤、秋田
- 古坂大魔王のカツアゲ（AbemaTV）
  - 2014年12月16日 - 吉住、安田、井坂、秋田、鷲見
  - 2016年1月26日 - 井坂、秋田、鷲見、黒田

#### テレビドラマ
- 仮面ライダーフォーゼ 第26話（2012年3月11日） - 軽音楽部部員 役[107]（廣川以外）
- 仮面ライダー鎧武/ガイム 第18話（2014年2月16日） - ダンスチームPOP UP 役[108]
- 仮面ライダードライブ（2014年） - 如月仁奈 役（井坂）、山吹沙月 役（遠藤）[109]
- 仮面ライダーガッチャード 第41話（2024年6月23日） - マイ 役（鷲見）、ヒナ 役（井坂）、コヨミ 役（秋田）

### 映画
- 劇場版 仮面ライダーオーズ WONDERFUL 将軍と21のコアメダル（2011年）[110]
- 劇場版 仮面ライダーウィザード in Magic Land（2013年） - 若者 役
- 仮面ライダー×仮面ライダー 鎧武&ウィザード 天下分け目の戦国MOVIE大合戦（2013年） - ダンスチームPOP UP 役[108]

### ラジオ
- 仮面ライダーガールズWEB RADIO「タイトルは未定です!」（2011年11月 - 、インターネットラジオ）[111]
- 東映公認 鈴村健一・神谷浩史の仮面ラジレンジャー（2012年10月 - 、文化放送） - アシスタント[112][113]
- レッツゴー!仮面ライダーGIRLS（2017年4月 - 2024年3月、ラジオ日本）

### 雑誌
- ハイパーホビー（徳間書店）
  - 連載コーナー「ライドル倶楽部 仮面ライダーGIRLS応援団」（2012年3月 - 2013年2月）
  - 連載コーナー「KAMEN RIDER GIRLS ROCK STYLE 仮面のウラには…」（2013年3月 - ）

### ウェブ
- 東映ヒーローネット 連載コーナー「吉住絵里加の特撮談議」（2013年12月[114] - 2014年3月[115]） - 吉住のみ

### ユニットメンバー
1. ↑  椎名慶治、仮面ライダーGIRLS、上木彩矢、TAKUYA、m.c.A・T、RIDER CHIPS、松本梨香、高橋秀幸、松原剛志、押谷沙樹、NoB、サイキックラバー、高取ヒデアキ、谷本貴義、岩崎貴文、Sister MAYO、五條真由美
2. ↑  鎌田章吾、仮面ライダーGIRLS、串田アキラ、高取ヒデアキ、高橋秀幸、野村義男、松原剛志、Ricky
3. ↑  鈴村健一、神谷浩史、KAMEN RIDER GIRLS
4. ↑  小林太郎、NoB